# 波士尼亞與赫塞哥維納國家男子籃球隊
波士尼亞與赫塞哥維納國家男子籃球隊是代表波士尼亞與赫塞哥維納出賽國家隊比賽的隊伍。1992年，波士尼亞與赫塞哥維納脫離南斯拉夫獨立後組成。未闖進過世界級大賽，不過曾於1993年在歐洲籃球錦標賽獲得歷史最佳的第八位。

## 成績
- 奧運會
  - 未晉級
- 世界男子籃球錦標賽
  - 未晉級
- 歐洲籃球錦標賽
  - 最好成績第8位(1993)

## 外部連結
- 波士尼亞與赫塞哥維納籃球協會 （页面存档备份，存于）